# Eleccions presidencials de São Tomé i Príncipe de 2006
Les Eleccions presidencials de São Tomé i Príncipe de 2006 van tenir lloc el 30 de juliol de 2006. Foren les quartes eleccions presidencials des de la introducció del sistema multipartidista en 1990. El president sortint Fradique de Menezes, elegit en 2001, va guanyar amb més del 60% dels vots, mentre que el principal opositor, Patrice Trovoada (fill d'un antic president) només va obtenir el 38 per cent dels vots. El tercer candidat, Nilo Guimarães, va obtenir menys de l'1 per cent dels vots. Van ser declarades lliures i justes per observadors internacionals.

## Resultats
| Candidats, partits | Vots   | %     |
| --- | ------ | ----- |
| Fradique de Menezes, MDFC-PL | 34,859 | 60.6  |
| Patrice Trovoada, ADI | 22,339 | 38.8  |
| Nilo Guimarães | 342    | 0.6   |
| Total (Participació 64.9%) | 57,540 | 100.0 |
| Votants registrats | 91,119 |       |
| Vots totals | 59,178 |       |
| Vots nuls | 1,638  |       |
| Font: African Election Database. - Fradique de Menezes també va rebre el suport del PCD, el PLS i del FDC. - Patrice Trovoada va rebre el suport de nombrosos partits de l'oposició, inclòs el MLSTP-PSD |        |       |